# ГЕС Пенгфорс
ГЕС Пенгфорс — гідроелектростанція у північній частині Швеції. Знаходячись між ГЕС Harsele (вище за течією) та ГЕС Стурноррфорс, входить до складу каскаду на одній з основних шведських річок Умеельвен, яка впадає в Ботнічну затоку Балтійського моря біля міста Умео.
Річку перекрили греблею висотою 21 метр, що утримує водосховище з площею поверхні 2,3 км2 та корисним об'ємом 2,9 млн м3, в якому можливе коливання рівня поверхні між позначками 89 та 90,5 метра НРМ.
Інтегрований у лівобережну частину греблі машинний зал обладнали трьома турбінами типу Каплан загальною потужністю 52 МВт, які при напорі у 15,5 метра забезпечують виробництво 240 млн кВт·год електроенергії на рік.
Відпрацьована вода відводиться в Умеельвен по тунелю довжиною 0,3 км.